# Supermotard
Il termine supermotard (a volte sostituito da supermoto o motard) si riferisce ad un particolare tipo di moto e competizione (il termine Motard viene usato per le moto con queste caratteristiche, ma non da competizione, salvo rare eccezioni).

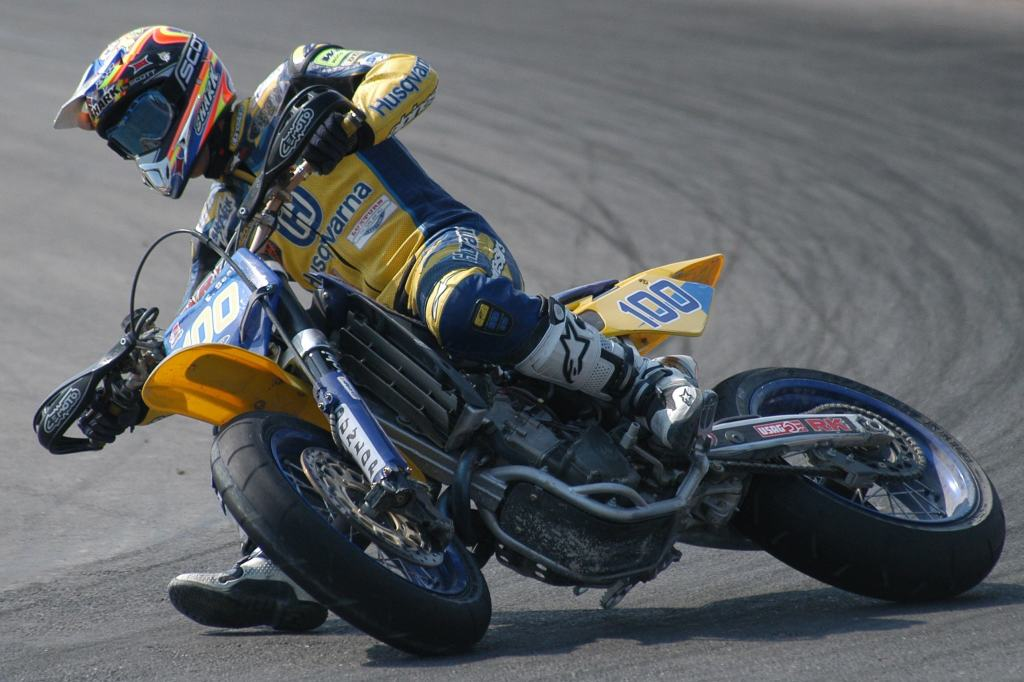
Eddy Seel - Campione del Mondo 2003

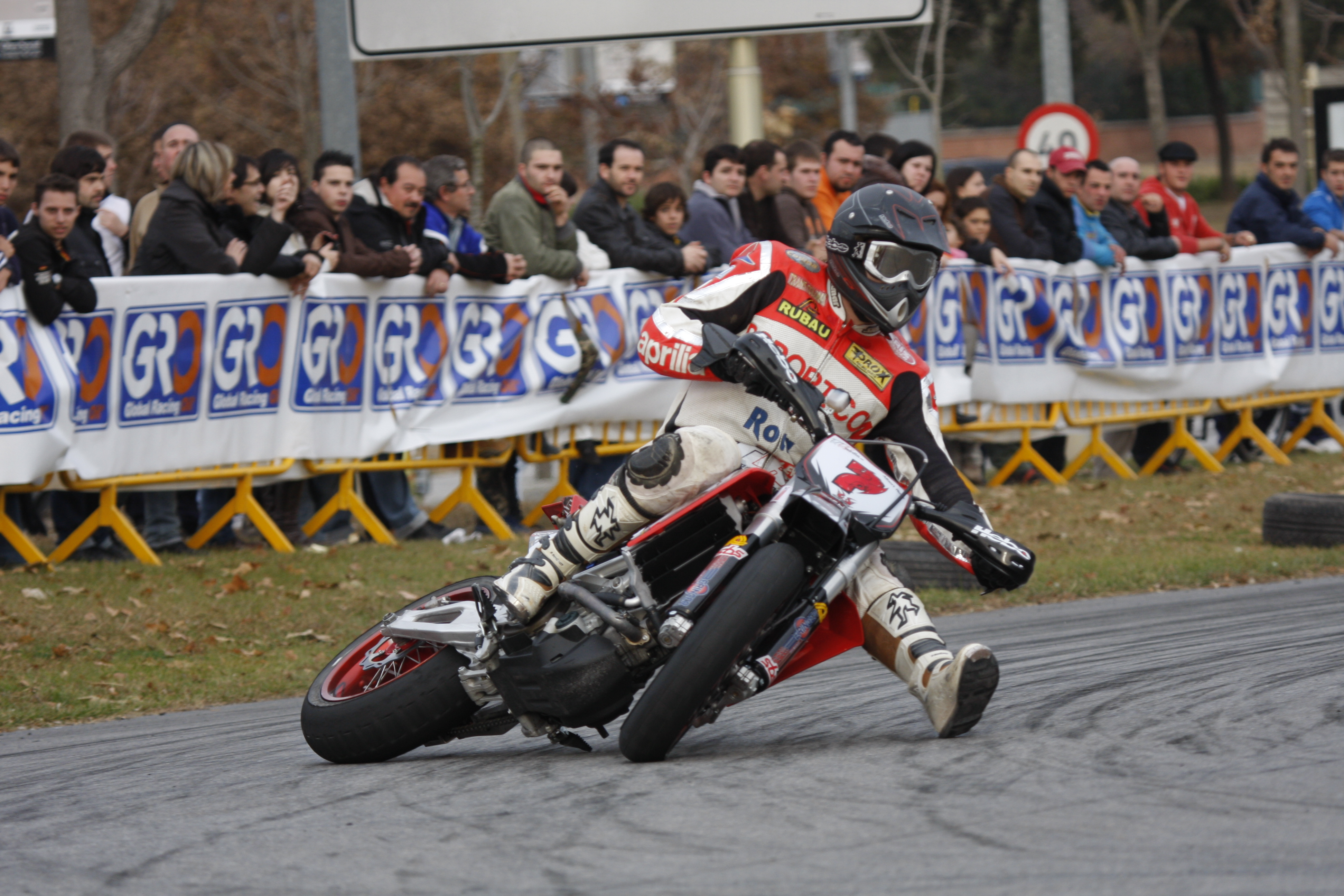
Un superider in derapata su Aprilia SXV

L'etimologia di supermotard deriva dalla parola Motard, una parola francese di argot, entrata ormai nel parlare comune.
Significa genericamente motociclista, ma indica quel tipo di motociclista che va in motocicletta su strada con qualsiasi tempo, spesso in gruppo, e che non disdegna la messa a punto e l'elaborazione alla moto.

## Storia
In origine le moto da Motard erano delle moto da cross o da enduro che montavano una ruota posteriore larga stradale.
Questo genere di moto nasce come competizione motociclistica vera e propria (in America con il nome di Superbikers) diventando solo negli anni novanta un genere di moto a sé stante e destinato alla produzione, diffondendosi poi molto rapidamente in tutto il mondo.
Dagli albori di questo sport/tipologia di moto, molte cose sono cambiate, ora molte aziende produttrici di moto producono dei motard omologati per la circolazione stradale, dei veri e propri motard con vocazione stradale come l'Honda FMX 650, e dei motard con motori di grande cilindrata, come la Ducati Hypermotard o l'Aprilia Dorsoduro, o addirittura con impostazione da naked, come il KTM Supermoto; tutte moto che comunque hanno poco in comune con i motard da gara che sono ancora in grande maggioranza delle moto da cross o da enduro riadattate.
I motard da gara (o anche quelli omologati cosiddetti Race Replica, come la Honda CRF o meglio ancora la Aprilia SXV) sono delle moto da fuoristrada (enduro o motocross) con ruote, per misura e tipo di pneumatici, da pista (in maggioranza 17 pollici posteriore e 16,5 pollici anteriore) a differenza delle gomme più strette tassellate di enduro (21 pollici anteriore, 18 posteriore) e cross (21 pollici anteriore, 19 posteriore), quindi con un assetto meno carico sul posteriore, come pure il disco, la pinza e la pompa dei freni anteriore, la rapportatura di pignone e corone e la taratura e le dimensioni delle sospensioni anteriori e posteriori.

## Le competizioni

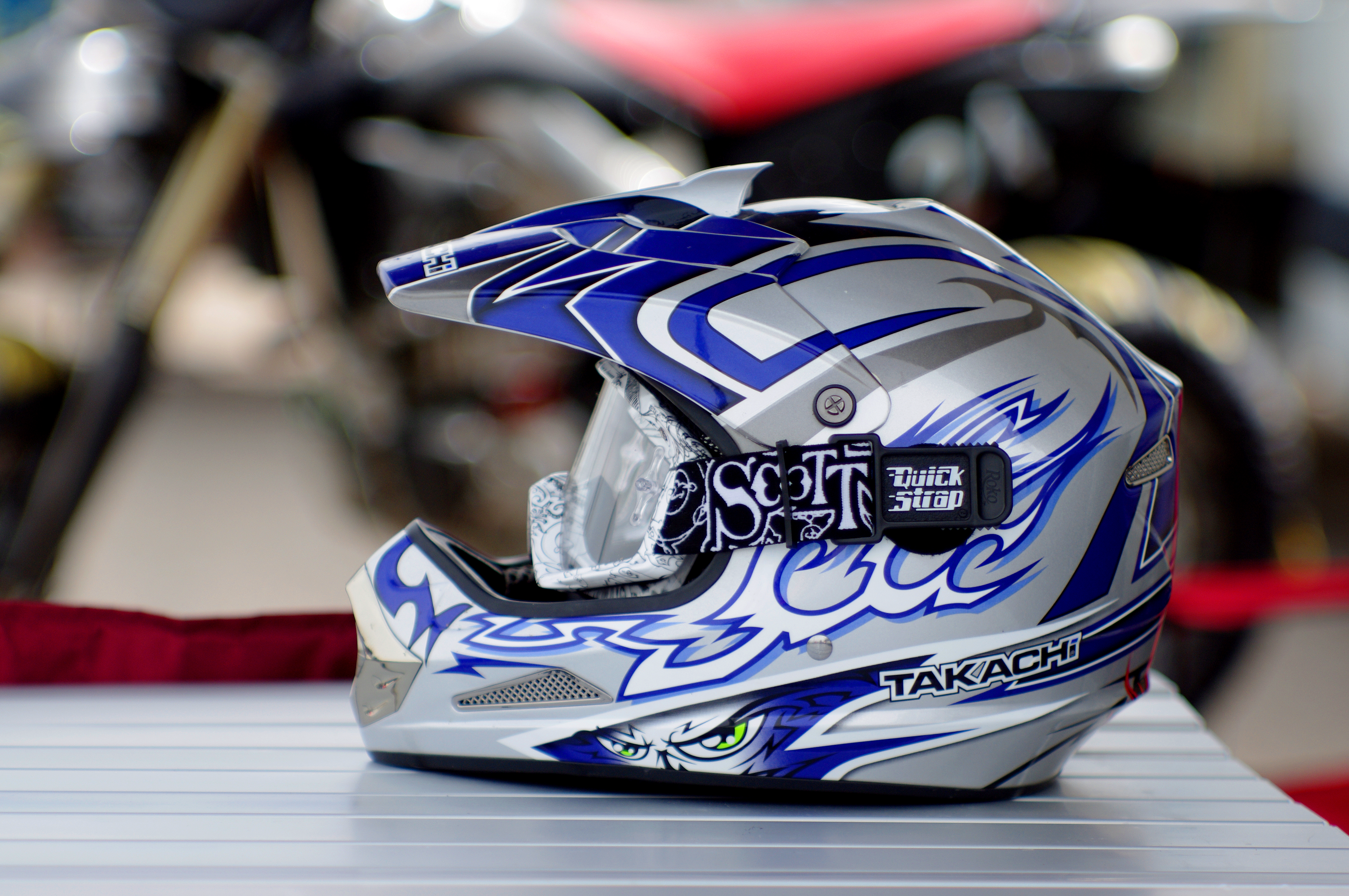
Casco da supermotard

Nella stessa giornata di gara corrono 3 categorie di supermoto: categoria S1 con motore di cilindrata compresa tra 125 e 250cm³ 2 tempi e tra 250 e 450cm³ 4 tempi, categoria S2 di cilindrata maggiore a 450 cm³ e fino a 750 cm³, categoria S3 riservata a moto fino a 250 cm³ a 4 e 2 tempi con piloti di età inferiore ai 25 anni.
Nel 1997 nasce il Campionato Europeo, massima competizione al mondo per questa specialità, fino alla nascita, nel 2002, del Campionato del Mondo, patrocinato dalla Federazione Motociclistica Internazionale. Nel 2004 è stato poi diviso in due categorie: S1, S2.
Gestiti dalla DBO di Torino (Danilo Boccadolce Organization), esistono il Campionato Italiano Supermoto Categorie S1 e S2 e le nuove categorie S4 e S5 (per moto con gomme stradali) e campionati interregionali. Oltre a questi dal 2005 c'è la Coppa Italia patrocinata dalla UISP fino al 2009, e dalla AICS dal 2010.

### La tecnica
Lo stile di guida del motard riprende molte tecniche che normalmente si vedono nel cross, quella più utilizzata dai piloti nelle curve strette è sicuramente il piede a terra. Questa particolare tecnica del piede a terra consente al pilota di avere un ulteriore appoggio, infatti il piede interno alla curva viene fatto strisciare a terra mentre la moto è inclinata, le parti dello stivale che si utilizzano sono: il tacco e la parte esterna della suola. Questa tecnica potrebbe essere paragonata alla saponetta utilizzata dai piloti della MotoGP.
Un'altra tecnica molto utilizzata durante le competizioni di Supermotard è la derapata che non è un bloccaggio totale della gomma posteriore ma il suo slittamento. La derapata si effettua forzando la staccata ed entrando in curva con una velocità superiore rispetto a quella ideale, sempre durante la staccata vanno scalate un numero di marce in relazione alla curva che si intende affrontare. Per eseguire una derapata corretta la frizione non deve essere rilasciata di colpo ma deve essere tenuta sul punto di stacco in modo tale che slitti e possa far girare la gomma posteriore ad una velocità inferiore rispetto a quella a cui si sta andando. In questo modo la gomma non viene bloccata dall'effetto del freno motore e gira in modo omogeneo. A questo punto la sensazione che si prova è simile a quando uno pneumatico perde aderenza sul ghiaccio, l'effetto è anche lo stesso, se non si ha il controllo totale del mezzo si rischia di perdere il posteriore con conseguente caduta. Per inserire la moto in curva con un angolo di inclinazione ottimale non è sufficiente sterzare e inclinare la moto, infatti lo pneumatico posteriore tende a seguire la traiettoria che si aveva all'inizio della derapata con conseguente perdita di tempo a riallinearsi con il mezzo. Il risultato che si ottiene è pessimo ai fini di guadagnare tempo in curva. Per controllare lo sbandamento del mezzo e correggerne l'inserimento in curva bisogna aiutarsi anche facendo forza con i piedi sulle pedane della moto. La derapata si applica a quel tipo di curve che normalmente avrebbero una velocità di percorrenza molto bassa.

### Il tracciato
Tracciati europei
Nel motard si corre su piste miste, ossia con parti in asfalto (circa il 70%) e parti di sterrato (circa il 30%).
La maggior parte delle piste sono dei kartodromi con annessa una parte di sterrato, non mancano comunque degli esempi di piste, come quella di Castelletto di Branduzzo, progettate appositamente per le gare in moto e quindi adatte nello specifico anche al motard.
La parte di sterrato, sebbene costituisca una parte minoritaria rispetto al percorso, è sempre al centro delle questioni tra i suoi detrattori e coloro che desiderano che rimanga. La parte sterrata infatti solitamente avvantaggia i piloti che arrivano dal cross, mentre i velocisti puri hanno molte difficoltà ad interpretare al meglio questa parte di percorso composta da salti e whoops, oltretutto questa parte di pista è sempre la più difficile da curare, gli organizzatori devono infatti preoccuparsi sempre che non sia ne troppo bagnata ne tanto meno troppo polverosa, dal momento che dei motard non possono contare nel fuoristrada sulla trazione e il controllo di una moto con gli pneumatici tassellati.

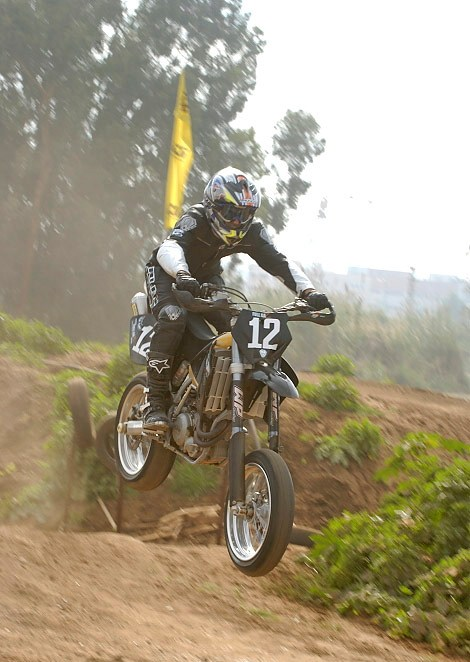
Un superider affronta la sky-section

Nel mondiale 2007 si è cercato di raggiungere un compromesso tra queste 2 "fazioni", nel GP di Pleven, in Bulgaria, è stata introdotta una nuova parte di tracciato, tanto curiosa quanto tecnicamente interessante: la Sky section che consiste in una parte del tracciato con salti, whoops e curve paraboliche esattamente come quelli del cross, solamente che qui sono asfaltati; in pratica con questa soluzione si accontentano tutti, i crossisti hanno ancora la loro parte dove possono esprimere la loro tecnica, i "velocisti" hanno ottenuto che questa parte sia in asfalto, quindi con la stessa aderenza della parte normale asfaltata. L'esempio di Pleven è poi stato seguito dalla pista di Castelletto di Branduzzo nel 2010. Attualmente con il termine "Sky Section" si allude a un qualsiasi tratto sterrato di una pista da supermotard.
Dalla stagione 2006 è imposto il monogomma Dunlop, da molti inizialmente criticato ma che senza dubbio garantisce una maggiore parità in gara.
Dal 1987 si disputano a Mettet (Belgio) i Superbikers, gara su circuito cittadino in cui si affrontano su invito i migliori piloti di Supermoto, Motocross e Superbike. L'evento richiama ogni anno decine di migliaia di spettatori per un evento unico. Questa manifestazione può oggi essere considerata l'erede dei Superbikers degli anni ottanta cancellati dal 1986.
Tracciati statunitensi
I tracciati statunitensi del Campionato AMA presentano leggere differenze rispetto ai tracciati europei. Infatti possiedono un tratto sterrato più esteso (40/50%) e piste più strette e ricche di curve lente.
Negli Stati Uniti si è corsa inoltre annualmente (dal 2004 al 2009) la manifestazione degli X-Games, che possiedono una gara di Supermotard secca da 30 giri con pit-stop obbligatorio. A questa gara sono invitati i migliori piloti off road d'America e d'Europa (tra cui Jeff Ward, Travis Pastrana, Mark Burkhart, Eddy Seel, Ivan Lazzarini, James Stewart, Chad Reed o Jeremy McGrath).

### Categorie
Il Mondiale Supermoto è costituito da due categorie principali, S1 e S2. Dal 2008 (solo per il Campionato Italiano) sono state introdotte due nuove categorie, la S4 e la S5, che sostituiscono la vecchia Coppa Italia FMI. Queste categorie nuove sono equivalenti ad S1 e S2, si differenziano unicamente per l'obbligo di utilizzare un cerchio anteriore da 17 pollici invece che da 16.5 pollici e una gomma obbligatoria prodotta esclusivamente dalla Dunlop. La competizione è a livello nazionale.
Nel motard le cilindrate sono medio-alte, superiori ai 450 cm³ (riferito ai 4t) a differenza del motocross, dove l'erogazione dei 450 4t comincia a create discussioni riguardo ad un abbassamento di cilindrata a 350 cm³ o addirittura ad un ritorno (o meglio rinascita) dei 2t.
Le classi sono così costituite:
| Anni        | Nome della categoria Mondiale (FIM) | Cilindrata (2 tempi) | Cilindrata (4 tempi) | Note                       |
| ----------- | ----------------------------------- | -------------------- | -------------------- | -------------------------- |
| 2002 - 2006 | S1                                  | <750 cm³             | <750 cm³             |                            |
| 2004 - 2006 | S2                                  | 175–250 cm³          | 290–450 cm³          |                            |
| 2007 - 2009 | S1                                  | 175–250 cm³          | 290–450 cm³          | Inversione di nomenclatura |
| 2007 - 2009 | S2                                  | 475–750 cm³          | 475–750 cm³          | Inversione di nomenclatura |
| 2010        | S1                                  | 175–250 cm³          | 290–450 cm³          | Classe unica               |

Nel campionato americano si hanno invece:
| Anni        | Nome della categoria americana (AMA) | Cilindrata (2 tempi) | Cilindrata (4 tempi) | Note                                                                   |
| ----------- | ------------------------------------ | -------------------- | -------------------- | ---------------------------------------------------------------------- |
| 2003 - 2009 | Unlimited                            | <750 cm³             | <750 cm³             |                                                                        |
| 2003 - 2009 | Premier                              | 175–250 cm³          | 290–450 cm³          |                                                                        |
| 2005 - 2009 | Lites                                | <200 cm³             | <250 cm³             | il nuovo casco da supermotard, ha la visiera al posto della mascherina |

## Campioni Supermoto

### Campioni del Mondo

#### S1
| Anno | Titolo Piloti         | Paese                | Moto               |  | Anno | Titolo Costruttori | Paese                  | Note                                 |
| ---- | --------------------- | -------------------- | ------------------ |  | ---- | ------------------ | ---------------------- | ------------------------------------ |
| 2019 |                       |                      |                    |  |      |                    |                        | Disputato solo il Campionato Europeo |
| 2018 | Thomas Chareyre       | Francia (bandiera)   | TM SMX 450FI       |  | 2018 | TM Factory         | Italia (bandiera)      |                                      |
| 2017 |                       |                      |                    |  |      |                    |                        | Disputato solo il Campionato Europeo |
| 2016 | Thomas Chareyre       | Francia (bandiera)   | TM SMX 450FI       |  | 2016 | TM Factory         | Italia (bandiera)      |                                      |
| 2015 | Thomas Chareyre       | Francia (bandiera)   | TM SMX 450F        |  | 2015 | TM Factory         | Italia (bandiera)      |                                      |
| 2014 | Thomas Chareyre       | Francia (bandiera)   | TM SMX 450F        |  | 2014 | TM Factory         | Italia (bandiera)      |                                      |
| 2013 | Mauno Hermunen        | Finlandia (bandiera) | TM SMX 450F        |  | 2013 | TM SHR             | Regno Unito (bandiera) |                                      |
| 2012 | Thomas Chareyre       | Francia (bandiera)   | TM SMX 450F        |  | 2012 | TM Factory         | Italia (bandiera)      |                                      |
| 2011 | Adrien Chareyre       | Francia (bandiera)   | Aprilia MXV-S 450  |  | 2011 | Aprilia            | Italia (bandiera)      |                                      |
| 2010 | Thomas Chareyre       | Francia (bandiera)   | TM SMX 450F        |  | 2010 | TM                 | Italia (bandiera)      | diventa classe unica 450 cc          |
| 2009 | Thierry Van Den Bosch | Francia (bandiera)   | TM SMX 450F        |  | 2009 | Husqvarna          | Italia (bandiera)      |                                      |
| 2008 | Bernd Hiemer          | Germania (bandiera)  | KTM SMR 450        |  | 2008 | Aprilia            | Italia (bandiera)      |                                      |
| 2007 | Adrien Chareyre       | Francia (bandiera)   | Husqvarna SM 450RR |  | 2007 | Aprilia            | Italia (bandiera)      | diventa classe 450 cc                |
| 2006 | Bernd Hiemer          | Germania (bandiera)  | KTM SMC 650        |  | 2006 | Aprilia            | Italia (bandiera)      |                                      |
| 2005 | Gerald Delepine       | Belgio (bandiera)    | Husqvarna SM 660RR |  | 2005 | Aprilia            | Italia (bandiera)      |                                      |
| 2004 | Thierry Van Den Bosch | Francia (bandiera)   | KTM SMS 660        |  | 2004 | Aprilia            | Italia (bandiera)      | diventa classe over 450 cc           |
| 2003 | Eddy Seel             | Belgio (bandiera)    | Husqvarna SM 630RR |  | 2003 | Husqvarna          | Italia (bandiera)      |                                      |
| 2002 | Thierry Van Den Bosch | Francia (bandiera)   | KTM LC4 720        |  | 2002 | KTM                | Austria (bandiera)     | nasce come campionato unico Open     |

#### S2
| Anno | Titolo Piloti         | Paese              | Moto               |  | Anno | Titolo Costruttori | Paese               | Note                       |
| ---- | --------------------- | ------------------ | ------------------ |  | ---- | ------------------ | ------------------- | -------------------------- |
| 2009 | Adrien Chareyre       | Francia (bandiera) | Husqvarna SM 530RR |  | 2009 | Husqvarna          | Italia (bandiera)   |                            |
| 2008 | Adrien Chareyre       | Francia (bandiera) | Husqvarna SM 530RR |  | 2008 | Husqvarna          | Italia (bandiera)   |                            |
| 2007 | Gerald Delepine       | Belgio (bandiera)  | Husqvarna SM 660RR |  | 2007 | Aprilia            | Italia (bandiera)   | diventa classe over 450 cc |
| 2006 | Thierry Van Den Bosch | Francia (bandiera) | Aprilia SXV 4.5    |  | 2006 | Aprilia            | Italia (bandiera)   |                            |
| 2005 | Boris Chambon         | Francia (bandiera) | KTM SMR 450        |  | 2005 | Husqvarna          | Italia (bandiera)   |                            |
| 2004 | Jérôme Giraudo        | Francia (bandiera) | Aprilia SXV 4.5    |  | 2004 | Honda              | Giappone (bandiera) | nasce come classe 450 cc   |

#### Supermoto Of Nations
Fino al 2005 valenza europea, dal 2006 valenza mondiale
| Anno | Classifica Nazione                         | Location                     |
| ---- | ------------------------------------------ | ---------------------------- |
| 2019 | 1°Francia - 2°Francia Jr. - 3° Italia      | Francia, Carole              |
| 2018 | 1°Francia - 2°Italia - 3° Czech Republic   | Spagna, Guadassuar           |
| 2017 | 1°Francia - 2°Germania - 3° Italia         | Francia, Carole              |
| 2016 | 1°Francia - 2°Czech Republic - 3° Germania | Spagna, Alcarràs             |
| 2015 | 1°Francia - 2°Italia - 3° Czech Republic   | Italia, Jesolo               |
| 2014 | 1°Francia - 2°Italia - 3° Germania         | Italia, San Martino del Lago |
| 2013 | Italia                                     | Bulgaria, Pleven             |
| 2012 | Italia                                     | Portogallo, Portimao         |
| 2011 | Francia                                    | Spagna, Alcañiz              |
| 2010 | Francia                                    | Francia, Cahors              |
| 2009 | Germania                                   | Bulgaria, Pleven             |
| 2008 | Italia                                     | Bulgaria, Pleven             |
| 2007 | Francia                                    | Italia, Franciacorta         |
| 2006 | Italia                                     | Irlanda, Belfast             |
| 2005 | Italia                                     | Italia, Varano               |
| 2004 | Italia                                     | Francia, Alpe d'Huez         |
| 2003 | Francia                                    | Francia, Alpe d'Huez         |

### Campioni d'Europa
Fino al 2001 massima competizione mondiale
| 2019 | Thomas Chareyre                                  | Francia (bandiera)                               | TM                                               | S2                                               |  |      |                  |                        |        |              |
| 2018 | Disputata solo la classe S1 campionato del mondo | Disputata solo la classe S1 campionato del mondo | Disputata solo la classe S1 campionato del mondo | Disputata solo la classe S1 campionato del mondo |  |      |                  |                        |        |              |
| 2017 | Thomas Chareyre                                  | Francia (bandiera)                               | TM                                               | S2                                               |  |      |                  |                        |        |              |
| 2016 | Petr Vorlíček                                    | Rep. Ceca (bandiera)                             | Honda                                            | S2                                               |  |      |                  |                        |        |              |
| 2015 | Marc Reiner Schmidt                              | Germania (bandiera)                              | TM                                               | S2                                               |  |      |                  |                        |        |              |
| 2014 | Asseri Kingelin                                  | Finlandia (bandiera)                             | Honda                                            | S2                                               |  |      |                  |                        |        |              |
| 2013 | Edgardo Borrella                                 | Italia (bandiera)                                | Yamaha                                           | S2                                               |  |      |                  |                        |        |              |
| 2012 | Petr Vorlíček                                    | Rep. Ceca (bandiera)                             | Honda                                            | S2                                               |  |      |                  |                        |        |              |
| 2011 | Teo Monticelli                                   | Italia (bandiera)                                | Honda                                            | Open                                             |  | Anno | Superider        | Paese                  | Moto   | Classe       |
| 2010 | Uros Nastran                                     | Slovenia (bandiera)                              | Husqvarna                                        | Open                                             |  | 2010 | Lukas Hollbacher | Austria (bandiera)     | KTM    | S3 (250 cm³) |
| 2009 | Massimiliano Porfiri                             | Italia (bandiera)                                | Honda                                            | Open                                             |  | 2009 | Angel Karanyotov | Bulgaria (bandiera)    | KTM    | S3 (250 cm³) |
| 2008 | Luca D'Addato                                    | Italia (bandiera)                                | Honda                                            | Open                                             |  | 2008 | Oliver Pope      | Regno Unito (bandiera) | KTM    | S3 (250 cm³) |
| 2007 | Petr Vorlíček                                    | Rep. Ceca (bandiera)                             | Suzuki                                           | Open                                             |  | 2007 | Baptiste Rheims  | Francia (bandiera)     | KTM    | S3 (250 cm³) |
| 2006 | Beno Stern                                       | Slovenia (bandiera)                              | Yamaha                                           | 450 cc                                           |  | 2006 | Gyorgy Kokenyesi | Ungheria (bandiera)    | Yamaha | 250 cc       |
| 2005 | Aleš Hlad                                        | Slovenia (bandiera)                              | KTM                                              | 450 cc                                           |  | 2005 | Gyorgy Kokenyesi | Ungheria (bandiera)    | Yamaha | 250 cc       |
| 2004 | Marcel Van Drunen                                | Paesi Bassi (bandiera)                           | Yamaha                                           | 450 cc                                           |  | 2004 | Aurelien Rolland | Francia (bandiera)     | Yamaha | 250 cc       |
| 2003 | Bernd Hiemer                                     | Germania (bandiera)                              | Husqvarna                                        | 650 cc                                           |  | 2003 | Max Verderosa    | Italia (bandiera)      | Honda  | 450 cc       |
| 2002 | Thierry Van Den Bosch                            | Francia (bandiera)                               | KTM                                              | Open                                             |  |      |                  |                        |        |              |
| 2001 | Eddy Seel                                        | Belgio (bandiera)                                | Husqvarna                                        | Open                                             |  |      |                  |                        |        |              |
| 2000 | Thierry Van Den Bosch                            | Francia (bandiera)                               | Husqvarna                                        | Open                                             |  |      |                  |                        |        |              |
| 1999 | Thierry Godfroid                                 | Belgio (bandiera)                                | Kawasaki                                         | Open                                             |  |      |                  |                        |        |              |
| 1998 | Harald Ott                                       | Germania (bandiera)                              | Honda                                            | Open                                             |  |      |                  |                        |        |              |
| 1997 | Gilles Salvador                                  | Francia (bandiera)                               | KTM                                              | Open                                             |  |      |                  |                        |        |              |

### Internazionali d'Italia
Dal 2001 classifiche separate per i piloti italiani
| Campione Internazionali d'Italia |  |  |  |  |  |  |  |  |  |  |  |  |  |  |  |  |  |  |  | Campione italiano |  |  |  |  |  |  |  |  |  |  |  |  |  |  |  |  |  |  |  |  |  |  |

| Anno |  | Superider           | Paese               | Moto      | Classe          |  | Anno | Superider        | Paese              | Moto      | Classe          |
| ---- |  | ------------------- | ------------------- | --------- | --------------- |  | ---- | ---------------- | ------------------ | --------- | --------------- |
| 2019 |  | Marc Reiner Schmidt | Germania (bandiera) | Honda     | S1              |  | 2019 | Elia Sammartin   | Italia (bandiera)  | Honda     | S1              |
| 2018 |  | Marc Reiner Schmidt | Germania (bandiera) | Honda     | S1              |  | 2018 | Diego Monticelli | Italia (bandiera)  | TM        | S1              |
| 2017 |  | Marc Reiner Schmidt | Germania (bandiera) | SWM       | S1              |  | 2017 | Edgardo Borella  | Italia (bandiera)  | SWM       | S1              |
| 2016 |  | Marc Reiner Schmidt | Germania (bandiera) | TM        | S1              |  | 2016 | Andrea Occhini   | Italia (bandiera)  | Honda     | S1              |
| 2015 |  | Marc Reiner Schmidt | Germania (bandiera) | TM        | S1              |  | 2015 | Ivan Lazzarini   | Italia (bandiera)  | Honda     | S1              |
| 2014 |  | Ivan Lazzarini      | Italia (bandiera)   | Honda     | S1 (450 cm³)    |  |      |                  |                    |           |                 |
| 2013 |  | Ivan Lazzarini      | Italia (bandiera)   | Honda     | S1 (450 cm³)    |  |      |                  |                    |           |                 |
| 2012 |  | Ivan Lazzarini      | Italia (bandiera)   | Honda     | S1 (450 cm³)    |  |      |                  |                    |           |                 |
| 2011 |  | Ivan Lazzarini      | Italia (bandiera)   | Honda     | S1 (450 cm³)    |  |      |                  |                    |           |                 |
| 2010 |  | Ivan Lazzarini      | Italia (bandiera)   | Honda     | S1 (450 cm³)    |  |      |                  |                    |           |                 |
| 2009 |  | Ivan Lazzarini      | Italia (bandiera)   | Honda     | S1 (450 cm³)    |  | 2009 | Davide Gozzini   | Italia (bandiera)  | TM        | S2 (Open)       |
| 2008 |  | Ivan Lazzarini      | Italia (bandiera)   | Aprilia   | S1 (450 cm³)    |  | 2008 | Davide Gozzini   | Italia (bandiera)  | TM        | S2 (Open)       |
| 2007 |  | Fabio Balducci      | Italia (bandiera)   | TM        | S1 (450 cm³)    |  | 2007 | Davide Gozzini   | Italia (bandiera)  | TM        | S2 (Open)       |
| 2006 |  | Massimo Beltrami    | Italia (bandiera)   | Honda     | Sport (450 cm³) |  | 2006 | Ivan Lazzarini   | Italia (bandiera)  | Husqvarna | Prestige (Open) |
| 2005 |  | Max Verderosa       | Italia (bandiera)   | Honda     | Sport (450 cm³) |  | 2005 | Ivan Lazzarini   | Italia (bandiera)  | Husqvarna | Prestige (Open) |
| 2004 |  | Fabio Balducci      | Italia (bandiera)   | TM        | Sport (450 cm³) |  | 2004 | Ivan Lazzarini   | Italia (bandiera)  | KTM       | Prestige (Open) |
| 2003 |  | Max Verderosa       | Italia (bandiera)   | Honda     | Sport (450 cm³) |  | 2003 | Ivan Lazzarini   | Italia (bandiera)  | Husaberg  | Prestige (Open) |
| 2002 |  | Massimo Beltrami    | Italia (bandiera)   | Honda     | Sport (450 cm³) |  | 2002 | Max Manzo        | Italia (bandiera)  | Husqvarna | Prestige (Open) |
| 2001 |  | Max Manzo           | Italia (bandiera)   | Husqvarna | Sport (450 cm³) |  | 2001 | Fabio Farioli    | Italia (bandiera)  | KTM       | Prestige (Open) |
| 2000 |  | Boris Chambon       | Francia (bandiera)  | Husqvarna | Sport (450 cm³) |  | 2000 | Boris Chambon    | Francia (bandiera) | Husqvarna | Prestige (Open) |
| 1999 |  | Olivier Girard      | Francia (bandiera)  | Kramit    | Sport (450 cm³) |  | 1999 | Boris Chambon    | Francia (bandiera) | Husqvarna | Prestige (Open) |
| 1998 |  | Olivier Girard      | Francia (bandiera)  | Kramit    | Sport (450 cm³) |  | 1998 | William Rubio    | Francia (bandiera) | Husqvarna | Prestige (Open) |

### Campioni di Francia
| Anno | Superider        | Paese              | Moto      | Classe                |  | Anno | Superider           | Paese              | Moto      | Classe                 |
| ---- | ---------------- | ------------------ | --------- | --------------------- |  | ---- | ------------------- | ------------------ | --------- | ---------------------- |
| 2011 | Sylvain Bidart   | Francia (bandiera) | Honda     | Prestige (450 cm³)    |  |      |                     |                    |           |                        |
| 2010 | Sylvain Bidart   | Francia (bandiera) | Honda     | Prestige S1 (450 cm³) |  | 2010 | Guillaume Flandin   | Francia (bandiera) | Honda     | Prestige S2 (+450 cm³) |
| 2009 | Sylvain Bidart   | Francia (bandiera) | Honda     | Prestige S1 (450 cm³) |  | 2009 | Stéphane Blot       | Francia (bandiera) | Yamaha    | Prestige S2 (+450 cm³) |
| 2008 | Sylvain Bidart   | Francia (bandiera) | Husqvarna | Prestige S1 (450 cm³) |  | 2008 | Adrien Goguet       | Francia (bandiera) | Husaberg  | Prestige S2 (+450 cm³) |
| 2007 | Thomas Chareyre  | Francia (bandiera) | Husqvarna | Prestige 450 cc       |  | 2007 | Maxime Testu        | Francia (bandiera) | Husaberg  | Prestige Open          |
| 2006 | Adrien Chareyre  | Francia (bandiera) | Husqvarna | Prestige 450 cc       |  | 2006 | Frédéric Fiorentino | Belgio (bandiera)  | KTM       | Prestige Open          |
| 2005 | Adrien Chareyre  | Francia (bandiera) | Husqvarna | Prestige 450 cc       |  | 2005 | Maxime Testu        | Francia (bandiera) | Husqvarna | Prestige Open          |
| 2004 | Stéphane Blot    | Francia (bandiera) | Yamaha    | Prestige 450 cc       |  | 2004 | Boris Chambon       | Francia (bandiera) | KTM       | Prestige Open          |
| 2003 | Boris Chambon    | Francia (bandiera) | KTM       | Prestige 450 cc       |  | 2003 | Boris Chambon       | Francia (bandiera) | KTM       | Prestige Open          |
| 2002 | Van Den Bosch    | Francia (bandiera) | KTM       | Prestige 450 cc       |  | 2002 | Van Den Bosch       | Francia (bandiera) | KTM       | Prestige Open          |
| 2001 | Van Den Bosch    | Francia (bandiera) | KTM       | 400 cc                |  | 2001 | Van Den Bosch       | Francia (bandiera) | KTM       | Prestige (Open)        |
| 2000 | Stéphane Blot    | Francia (bandiera) | Yamaha    | 400 cc                |  | 2000 | Van Den Bosch       | Francia (bandiera) | Husqvarna | Prestige (Open)        |
| 1999 | Van Den Bosch    | Francia (bandiera) | Husqvarna | 400 cc                |  | 1999 | Van Den Bosch       | Francia (bandiera) | Husqvarna | Prestige (Open)        |
| 1998 | William Rubio    | Francia (bandiera) | Husqvarna | 400 cc                |  | 1998 | William Rubio       | Francia (bandiera) | Husqvarna | Prestige (Open)        |
| 1997 | Boris Chambon    | Francia (bandiera) | Husqvarna | 400 cc                |  | 1997 | Gilles Salvador     | Francia (bandiera) | KTM       | Prestige (Open)        |
| 1996 | Boris Chambon    | Francia (bandiera) | Husqvarna | Open                  |  |      |                     |                    |           |                        |
| 1995 | Gilles Salvador  | Francia (bandiera) | Husaberg  | Open                  |  |      |                     |                    |           |                        |
| 1994 | Stéphane Chambon | Francia (bandiera) | Husqvarna | Open                  |  |      |                     |                    |           |                        |
| 1993 | Stéphane Chambon | Francia (bandiera) | Husqvarna | Open                  |  |      |                     |                    |           |                        |
| 1992 | Stéphane Chambon | Francia (bandiera) | Husqvarna | Open                  |  |      |                     |                    |           |                        |
| 1991 | Didier Hoog      | Francia (bandiera) | Kawasaki  | Open                  |  |      |                     |                    |           |                        |
| 1990 | Stéphane Chambon | Francia (bandiera) | Husqvarna | Open                  |  |      |                     |                    |           |                        |
| 1989 | Stéphane Chambon | Francia (bandiera) | Husqvarna | Open                  |  |      |                     |                    |           |                        |
| 1988 | Laurent Pidoux   | Francia (bandiera) | Husqvarna | Open                  |  |      |                     |                    |           |                        |

### Campioni di Germania
| Anno | Superider             | Paese                | Moto      | Classe       |  | Anno | Superider        | Paese                | Moto      | Classe    |
| ---- | --------------------- | -------------------- | --------- | ------------ |  | ---- | ---------------- | -------------------- | --------- | --------- |
| 2011 | Mauno Hermunen        | Finlandia (bandiera) | Husqvarna | S1 (450 cm³) |  | 2011 | Nico Joannidis   | Germania (bandiera)  | Husaberg  | S2 (Open) |
| 2010 | Mauno Hermunen        | Finlandia (bandiera) | Husqvarna | S1 (450 cm³) |  | 2010 | Michael Herrmann | Germania (bandiera)  | Husqvarna | S2 (Open) |
| 2009 | Petr Vorlíček         | Rep. Ceca (bandiera) | Suzuki    | S1 (450 cm³) |  | 2009 | Jochen Jasinski  | Germania (bandiera)  | Husaberg  | S2 (Open) |
| 2008 | Jürgen Künzel         | Germania (bandiera)  | Husqvarna | S1 (450 cm³) |  | 2008 | Mauno Hermunen   | Finlandia (bandiera) | Husqvarna | S2 (Open) |
| 2007 | Petr Vorlíček         | Rep. Ceca (bandiera) | Suzuki    | S1 (450 cm³) |  | 2007 | Jochen Jasinski  | Germania (bandiera)  | Husaberg  | S2 (Open) |
| 2006 | Michael Herrmann      | Germania (bandiera)  | KTM       | 450 cc       |  | 2006 | Petr Vorlíček    | Rep. Ceca (bandiera) | Suzuki    | Open      |
| 2005 | Jürgen Künzel         | Germania (bandiera)  | KTM       | 450 cc       |  | 2005 | Jürgen Künzel    | Germania (bandiera)  | KTM       | Open      |
| 2004 | Jürgen Künzel         | Germania (bandiera)  | KTM       | 450 cc       |  | 2004 | Bernd Hiemer     | Germania (bandiera)  | Husqvarna | Open      |
| 2003 | Jürgen Künzel         | Germania (bandiera)  | KTM       | Open         |  |      |                  |                      |           |           |
| 2002 | Jürgen Künzel         | Germania (bandiera)  | KTM       | Open         |  |      |                  |                      |           |           |
| 2001 | Thierry Van Den Bosch | Francia (bandiera)   | KTM       | Open         |  |      |                  |                      |           |           |
| 2000 | Thierry Van Den Bosch | Francia (bandiera)   | Husqvarna | Open         |  |      |                  |                      |           |           |
| 1999 | Harald Ott            | Germania (bandiera)  | Kawasaki  | Open         |  |      |                  |                      |           |           |
| 1998 | Harald Ott            | Germania (bandiera)  | Honda     | Open         |  |      |                  |                      |           |           |
| 1997 | Harald Ott            | Germania (bandiera)  | Honda     | Open         |  |      |                  |                      |           |           |
| 1996 | Harald Ott            | Germania (bandiera)  | Honda     | Open         |  |      |                  |                      |           |           |